# Czewel
Czewel (ukr. Чевель) – wieś na Ukrainie, w obwodzie wołyńskim, w rejonie kowelskim.
Pod koniec XIX w. wieś w powiecie kowelskim, w gminie Siedliszcze.
Do 2020 w rejonie starowyżewskim.
W miejscowości jest przystanek kolejowy Czewel.